# میدان نفتی سوسنگرد
میدان نفتی سوسنگرد از میدان‌های نفتی ایران است که در استان خوزستان و در فاصله ۱۲ کیلومتری شهر سوسنگرد قرار دارد. این میدان با ابعاد ۲۴ کیلومتر طول و ۶ کیلومتر عرض، در حد فاصل میادین نفتی جفیر، آزادگان، آب‌تیمور، منصوری و بند کرخه مستقر می‌باشد.
میدان سوسنگرد در سال ۱۳۸۸ توسط شرکت ملی نفت ایران کشف شد. حجم ذخیره درجای نفت خام میدان سوسنگرد بیش از ۵ میلیارد بشکه برآورد می‌شود، که نفت قابل برداشت آن نیز در حدود ۵۰۰ میلیون بشکه تخمین زده می‌شود. نفت این میدان از نوع نفت سنگین است. میدان نفتی سوسنگرد از میادین تحت مدیریت شرکت نفت و گاز اروندان می‌باشد و از میادین نفتی غرب کارون بشمار می‌آید.